# Ignacio Ortiz
Ignacio Ortiz (Vicente López, 26 juli 1987) is een Argentijns hockeyer. 
Tijdens de Olympische Spelen 2016 won Ortiz met de Argentijnse ploeg verrassend de gouden medaille.

## Erelijst
- 2016 –  Olympische Spelen in Rio de Janeiro